# Берта Кентская
Бе́рта Ке́нтская, иногда святая Берта (англ. Bertha; около 565, Нейстрия — около 612, Кентербери, Кент) — жена кентского короля Этельберта I. Считается, что канонизирована после своей смерти в 612 году за то, что смогла убедить Этельберта первым среди королей гептархии принять христианство.

## Биография
Берта была дочерью Хариберта I из рода Меровингов и его жены Ингоберги. По преданиям, первым её мужем был Осберт Мозельский, от которого у неё был сын Арнольд, отец Арнульфа Мецского, считающийся родоначальником династии Арнульфингов.
Вторым мужем Берты в 580 году стал король Кента Этельберт. Кентский король долгое время пытался бороться с Кевлином Уэссекским за титул бретвальды на гептархии, однако безуспешно. Породнившись с могущественным кланом Меровингов, в 591 году Этельберт стал бретвальдой.
Берта приехала к мужу со своим капелланом Людгардом (Летардом). Она не стала отказываться от своей религии. В 597 году ко двору Этельберта прибыл святой Августин, которого письмом к папе Григорию I мог пригласить Людгард.
Этельберт встретил Августина под старым дубом. По старому англосаксонскому обычаю таким образом он мог избавиться от любой магии, которую христианин попытался бы наложить на него. Король приветствовал Августина речью. Согласно преданию, Августин крестил Этельберта на второй день своего пребывания в Британии, однако, если судить по письмам Берты к Григорию I, это событие произошло не ранее 601 года.
По приказу Этельберта строились новые и восстанавливались старые, ещё римского периода, христианские церкви. Обращение короля повлияло и на жителей королевства. По всему Кенту происходили обряды крещения как знати, так и простого народа.
В 612 году Берта умерла. Похоронена она была в церкви Святого Мартина в Кентербери, которая была построена ещё во времена римского владычества и находилась в запустении, пока Этельберт не разрешил Берте проводить там службы.

## Почитание
Считается, что после своей смерти Берта была объявлена святой, однако, в настоящее время, однозначного ответа на этот вопрос нет. Хотя англиканская церковь и почитает её, однако день её памяти не празднуются.